# Or che il dover – Tali e cotanti sono
Or che il dover – Tali e cotanti sono, K. 36/33i, es un aria de concierto en re mayor para tenor y orquesta de Wolfgang Amadeus Mozart. El aria fue escrita en diciembre de 1766 en Salzburgo, cuando Mozart tenía diez años. 

## Texto
El autor de la letra es desconocido. 
| Or che il dover m'astringe, In scelte e corte rime Grato mostrarmi a qual onor sublime, Di cui ci ricolmaste, o prence eccelso, Ne' miei pensieri immerso Ricerco un buon concetto. Rumino colla mente, Penso, ripenso, e poi non trovo niente. Febo e le Muse in mio soccorso imploro; Compariscono tutte a me dinanzi, Confuse in volto e colle cetre infrante. D'un simile scompiglio Le chiedo la ragion, tacer le miro, E dopo mille al più sospir cocenti Una così ripose: Riverendo pastor, t'accheta, e in simil Giorno non obbligarci a dire il nostro Scorno; sulle rive della Salza ogni Nostro potere, ogni saper fu crine Da quella luce onde il suo prence è cinto. Tali e contanti sono Di Sigismondo i merti, Che i nostri ingegni incerti, Non sanno qual riverendo cor. Se la pietà si canta; La giustizia non cede, Ch'ogni virtù, riverendo, Siede in trono suo cor. | Ahora que el deber me obliga, en selectas y breves rimas, a mostrar mi gratitud por tan eminente honor con el que nos has llenado, príncipe excelso, en mis pensamientos inmerso busco la inspiración. Se me atormenta la mente, pienso, repienso, y no puedo encontrar nada. A Febo y las musas imploro que me socorran; comparecen todos ante mí, avergonzados y con las liras rotas. De tal desorden le pregunto la razón, mudo le miro, y después de al menos miles de suspiros ardientes Una así responde: Reverenciado pastor, apacíguate, y en semejante día no nos obligues a contarte nuestra vergüenza; en las riberas del [río] Salza, nuestro poder, toda nuestra sabiduría no es nada comparado con esa luz que a tu príncipe rodea. Tantos y tan grandes son de Segismundo los méritos que nuestro ingenio incierto no puede conocer tan ilustre corazón. Si su piedad se canta, no es a expensas de su justicia, pues sobre todas las virtudes, Excelencia, se sienta su corazón. |